# 2017-es US Open (tenisz)
A 2017-es US Open (amerikai nyílt teniszbajnokság) az év negyedik Grand Slam-tornája volt, amelyet 137. alkalommal rendeztek meg New Yorkban, a  USTA Billie Jean King National Tennis Center kemény borítású pályáin 2017. augusztus 28. és szeptember 10. között.
A férfi címvédő a svájci Stanislas Wawrinka, a nőknél a német Angelique Kerber győzött az előző évi tornán. Címvédésre csak a női egyesben és a férfi párosban kerülhetett volna sor, mivel Stanislas Wawrinka, Bethanie Mattek-Sands és Laura Siegemund sérülés miatt nem indultak el ebben az évben.
A US Open történetében először fordult elő, hogy alanyi jogon két magyar versenyző, Fucsovics Márton és Babos Tímea  is közvetlenül a főtáblán indulhatott. Fucsovics az első, Babos a második körben esett ki. Női párosban a Babos Tímea−Andrea Hlaváčková kettős az ötödik kiemelt volt és a negyeddöntőig jutottak. Vegyes párosban Babos Tímea a brazil Bruno Soares párjaként a negyedik kiemelt volt és ebben a számban is a negyeddöntőig jutott. A kvalifikációból igyekezett felkerülni a főtáblára Gálfi Dalma, aki azonban az első körön és Stollár Fanny, aki a második körön nem jutott túl.
A férfi egyest Rafael Nadal nyerte, megszerezve ezzel harmadik US Open, egyben tizenhatodik Grand Slam-tornagyőzelmét. A nőknél meglepetésre az amerikai Sloane Stephens szerezte meg az első helyet. Párosban a tajvani Csan Jung-zsan és a svájci Martina Hingis kettős; vegyes párosban Martina Hingis és a brit Jamie Murray győzött. Martina Hingis ezekkel a győzelmekkel a 24. és a 25. Grand Slam-tornagyőzelmét érte el. Jamie Murray ötödik Grand Slam-címét szerezte.

## Világranglistapontok
| Eredmény           | Férfi egyes | Férfi páros | Női egyes | Női páros |
| ------------------ | ----------- | ----------- | --------- | --------- |
| Győzelem           | 2000        | 2000        | 2000      | 2000      |
| Döntő              | 1200        | 1200        | 1300      | 1300      |
| Elődöntő           | 720         | 720         | 780       | 780       |
| Negyeddöntő        | 360         | 360         | 430       | 430       |
| 16 között          | 180         | 180         | 240       | 240       |
| 32 között          | 90          | 90          | 130       | 130       |
| 64 között          | 45          | 0           | 70        | 10        |
| 128 között         | 10          | –           | 10        | –         |
| Főtáblára jutás    | 25          | –           | 40        | –         |
| Selejtező (3. kör) | 16          | –           | 30        | –         |
| Selejtező (2. kör) | 8           | –           | 20        | –         |
| Selejtező (1. kör) | 0           | –           | 2         | –         |

## Pénzdíjazás
A torna teljes összdíjazása 50,4 millió amerikai dollár, amely 3,7%-kal magasabb az előző évinél. A férfi és női bajnokok rekord összeget, 3,7 millió dollárt kapnak.  A US Open Series első három férfi és női helyezettje további díjazásban részesül.
| Eredmény           | Egyes*      | Páros**                   | Vegyes páros**            |
| Győzelem           | 3 700 000 $ | 675 000 $                 | 150 000 $                 |
| Döntő              | 1 825 000 $ | 340 000 $                 | 70 000 $                  |
| Elődöntő           | 920 000 $   | 160 000 $                 | 30 000 $                  |
| Negyeddöntő        | 470 000 $   | 82 000 $                  | 15 000 $                  |
| 16 között          | 253 625 $   | 44 000 $                  | 10 000 $                  |
| 32 között          | 144 000 $   | 26 500 $                  | 5000 $                    |
| 64 között          | 86 000 $    | 16 500 $                  | –                         |
| 128 között         | 50 000 $    | –                         | –                         |
| Selejtező (döntő)  | 16 350 $    | *Nemenként **Csapatonként | *Nemenként **Csapatonként |
| Selejtező (2. kör) | 10 900 $    | *Nemenként **Csapatonként | *Nemenként **Csapatonként |
| Selejtező (1. kör) | 5606 $      | *Nemenként **Csapatonként | *Nemenként **Csapatonként |

## Távolmaradók
Sérülés miatt vagy más okból nem indulnak a tornán az alábbi, egyébként indulásra jogosult versenyzők.
| Férfi egyes - Novak Đoković →helyettesítője Henri Laaksonen - Dan Evans →helyettesítője Ernests Gulbis - Nisikori Kei →helyettesítője Thiago Monteiro - Yoshihito Nishioka →helyettesítője Tennys Sandgren - Stanislas Wawrinka →helyettesítője Florian Mayer | Női egyes - Viktorija Azaranka →helyettesítője Misa Eguchi - Bacsinszky Tímea →helyettesítője Pauline Parmentier - Sara Errani →helyettesítője Denisa Allertová - Anna-Lena Friedsam →helyettesítője Ana Bogdan - Kristína Kučová →helyettesítője Viktorija Golubic - Bethanie Mattek-Sands →helyettesítője Unsz Dzsábir - Mandy Minella →helyettesítője Julia Boserup - Jaroszlava Svedova →helyettesítője Alison Van Uytvanck - Laura Siegemund →helyettesítője Aljakszandra Szasznovics - Samantha Stosur →helyettesítője Annika Beck - Serena Williams →helyettesítője Richèl Hogenkamp |

## Szabadkártyások
Az alábbi versenyzők kaptak szabadkártyás indulási jogot a főtáblán.
| - Geoffrey Blancaneaux - Alex De Minaur - Christopher Eubanks - Bjorn Fratangelo - Taylor Fritz - Thai-Son Kwiatkowski - Patrick Kypson - Tommy Paul | - Kayla Day - Amandine Hesse - Sofia Kenin - Ashley Kratzer - Brienne Minor - Arina Rodionova - Marija Sarapova - Taylor Townsend |

| - Andrew Harris / Spencer Papa - Vasil Kirkov / Danny Thomas | - Francesca Di Lorenzo / Miho Kowase - Taylor Johnson / Claire Liu |